# Orochi (manga)
Pour les articles homonymes, voir Orochi.
Orochi (おろち) est un manga écrit et dessiné par Kazuo Umezu. Il fut prépublié dans le Weekly Shōnen Sunday de juin 1969 à août 1970 et publié en six volumes par Akita Shoten en 1970. En 2005, Shōgakukan réédita le manga dans une version deluxe en quatre volumes. 
En 2020, l'éditeur Le Lézard noir publie une version française en quatre volumes.
L'histoire suit une jeune-fille mystérieuse aux pouvoirs surnaturels et à la jeunesse éternelle qui observe la vie et le quotidien de différentes personnes ainsi que les conséquences de leurs choix.
En 2008, le manga a été adapté en film en prise de vues réelles,.

## Résumé
Orochi est une jeune-fille mystérieuse aux pouvoirs surnaturels et à la jeunesse éternelle. Au fil de sa longue vie, elle observera le quotidien tragique de personnes qu'elle juge intéressantes, commentant leurs actions et leur apportant parfois son aide.
Chaque chapitre se concentre sur une famille ou un personnage différent, dont nous découvrons les mésaventures à travers les yeux d'Orochi.
- Les Sœurs: Les femmes de la famille Ryujin sont d'une beauté envoûtante, mais une malédiction les affecte. En effet, à leurs 18 ans, elles perdent leur beauté et se transforment en monstres repoussants. Orochi suit le quotidien de deux sœurs nées dans cette famille maudite alors que la date de leur dix-huitième anniversaire approche.
- Les Os: Touchée par le désespoir de Tchié, une jeune veuve n'ayant connu que le malheur, Orochi tente de fabriquer une poupée à l'effigie de son défunt mari et de lui insuffler la vie. Mais l'expérience prend une tournure terrifiante.
- Le surdoué: Alors qu'il n'est encore qu'un nourrisson, Yû est grièvement blessé au cou par un voleur s'étant introduit dans sa chambre. Il est sauvé de justesse mais ses parents restent traumatisés par l'événement. Son père est devenu un homme angoissé  qui a perdu toute ambition, et sa mère ne parvient plus a gérer sa rancœur et sa colère. Lorsque Yû grandit, elle met sur lui une énorme pression afin qu'il étudie et réussisse. De son côté, Yû, qui n'a pas d'amis à cause de l'isolement imposé par sa mère et de sa cicatrice, tente de découvrir ce qui lui est arrivé lorsqu'il était bébé.
- Le pays natal: à la suite d'une bagarre, Shôichi, un jeune yakuza, est grièvement blessé à la tête. Après sa convalescence, nostalgique, il décide de retourner dans son village natal. Cependant, les habitants qu'il a connu enfant semblent se comporter de manière étrange...
- La Clé: Hiroyuki est un enfant turbulent qui ne cesse de mentir. Il est d'ailleurs surnommé "le menteur" par son entourage. Un jour, il est malgré-lui témoin d'un meurtre, mais lorsqu'il essaie de s'en ouvrir aux adultes, personne ne le croit. Bientôt, sa propre vie est menacée.
- La scène: lorsqu'il n'avait que trois ans, Yûichi a vu son père mourir devant ses yeux, renversé par une voiture. Yûichi a reconnu le chauffard, puisqu'il s'agissait du comédien qui animait l'émission pour enfants qu'il regardait chaque jour. Cependant, du fait de son jeune âge, le témoignage de Yûichi ne sera pas reçu au tribunal, et le présentateur ne sera pas poursuivi. Le comédien a ensuite quitté la télévision et est retourné à une vie d'anonymat. Désormais adulte, Yûichi désire retrouver le meurtrier de son père.
- La Bataille: Un jeune garçon admirant son père découvre que ce dernier était un criminel de guerre dans son passé. Son monde est chamboulé.

## Personnages
- Orochi (おろち?) – Le personnage principal. Il s'agit d'une jeune-fille immortelle aux pouvoirs mystérieux et à la jeunesse éternelle. Elle observe parfois la vie de personnes qu'elle juge intéressantes et regarde s'accomplir leur funeste destin. Une fois tous les siècles, elle est plongée dans un profond sommeil et ne se réveille que des années plus tard.
- Emi Ryujin (竜神 エミ?) – La sœur aînée de la famille Ryujin. Toutes les femmes de la famille Ryujin sont d'une beauté envoûtante, mais une malédiction les affecte. En effet, à leurs 18 ans, elles perdent leur beauté et se transforment en monstre repoussant. Emi fêtera ses 18 ans dans un mois lorsque l'histoire débute. Frustrée par la perspective de sa laideur future, et jalouse de sa jeune sœur Rumi, elle se montre abusive envers elle.
- Rumi Ryujin (竜神 ルミ?) – La jeune sœur d'Emi. Il s'agit d'une jeune-fille douce et docile qui supporte sans broncher les abus répétés de sa sœur aînée, jalouse. En effet, Emi pense que Rumi est une enfant illégitime et qu'elle ne sera pas affectée par la malédiction qui touche les filles de la famille Ryujin et les change en monstre repoussant à leurs 18 ans.
- Tchié Omori (大森 千絵?) – Une jeune veuve qui n'a connu que le malheur. Sa mère meurt peu de temps après l'avoir mise au monde et son père n'a aucune affection pour elle. Lorsque ce dernier se remarie, sa nouvelle femme se montre abusive envers Tchié. Sa seule source de bonheur sera son mari, un homme quelconque mais doux qui lui apportera l'affection dont elle a toujours manqué. Malheureusement, ce dernier décède dans un accident.
- Yû Tachibana (立花 優?) – Un jeune garçon qui a frôlé la mort alors qu'il avait à peine un an. En effet, il a été grièvement blessé au cou par un voleur s'étant introduit dans sa maison. Il a survécu mais garde une large cicatrice et l'événement a changé ses parents. Ses camarades le rejettent à cause de sa cicatrice, et sa mère est devenue abusive envers lui.
- Shôichi Sugiyama (杉山 正一?) – Un homme issu d'un milieu rural, qui a quitté sa famille et son village natal dès la fin de sa scolarité pour rejoindre la ville et poursuivre ses rêves. Cependant, en manque d'argent, il finit par tomber dans la délinquance. À la suite d'une violente bagarre, il est grièvement blessé à la tête. Nostalgique, il décide de retourner dans son village natal pour retrouver les siens. Ce qu'il va y trouver va lui glacer le sang.
- Shinji (新次?) – Un enfant vivant dans le village natal de Shôichi Sugiyama. Il est craint par les villageois car il s'agit d'un être maléfique qui se plaît à faire le mal autour de lui. Il n'hésite pas à tuer et mutiler les cadavres.
- Hiroyuki Watanabe (渡辺 ひろゆき?) – Un jeune garçon qui s'amuse à mentir sans cesse à son entourage. Les enfants du voisinage l'évitent et le surnomment "le menteur". Lorsque Hiroyuki est témoin d'un meurtre, ses parents, habitués à ses mensonges, ne le croient pas.
- Yûichi Meguro (目黒 佑一?) – à l'âge de trois ans, Yûichi a vu son père se faire renverser par une voiture. Ce dernier est décédé peu après. Yûchi a reconnu le chauffard puisqu'il s'agit du comédien Shingo Tanabe qui anime l'émission pour enfants que le jeune garçon regarde tous les jours. Shingo Tanabe n'a pas d'alibi, mais le témoignage de l'enfant n'étant pas recevable à cause de son jeune âge, il est acquitté lors du procès. Tanabe quitte le monde du divertissement, mais en grandissant Yûichi désire rendre justice à son père.
- Shingo Tanabe (田辺 新吾?) – Un comédien qui anime une émission pour enfants. Il est jugé pour l'homicide involontaire du père de Yûichi qu'il a renversé en voiture ainsi que pour délit de fuite, mais est acquitté à cause du jeune âge de Yûichi qui est le seul témoin. À la suite de l'affaire, il quitte le monde du divertissement et tente de disparaitre.
- Tadashi Okabe (岡部 正?) – Un lycéen qui fréquente le lycée dans lequel son père est professeur. Il admire son père plus que tout car il s'agit d'un homme vertueux, intelligent et généreux. Un jour, un homme lui révèle que son père est en réalité un criminel de guerre. Tadashi confronte ce dernier pour apprendre la vérité.
- Professeur Okabe (岡部先生?) – Le père de Tadashi. Il s'agit d'un professeur émérite, apprécié de tous pour sa générosité. Ce que personne ne sait c'est qu'il s'agit d'un survivant de la bataille de l'île de Guadalcanal. Piégés sur l'île, ses camarades, tiraillés par la faim, ont commencé à manger de la chair humaine. Okabe a toujours refusé de devenir lui-même cannibale. Mais son ami Sano était prêt à tout pour qu'Okabe survive...

## Liste des volumes
| no | Japonais         | Japonais       | Français         | Français       |
| no | Date de sortie   | ISBN           | Date de sortie   | ISBN           |
| --- | ---------------- | -------------- | ---------------- | -------------- |
| 1 | 30 novembre 2005 | 978-4091800381 | 6 février 2020   | 978-2353481729 |
| Liste des chapitres : - Chapitre 1 : Les Soeurs (姉妹, Shimai) - Chapitre 2 : Les Os (骨, Gǔ)                                                       |                  |                |                  |                |
| 2 | 30 novembre 2005 | 978-4091800398 | 8 octobre 2020   | 978-2353481736 |
| Liste des chapitres : - Chapitre 1 : Le Surdoué (秀才, Shūsai) - Chapitre 2 : Le Pays natal (ふるさと, Furusato) - Chapitre 3 : La Clé (カギ, Kagi) |                  |                |                  |                |
| 3 | 26 décembre 2005 | 978-4091800404 | 6 mai 2021       | 978-2353481743 |
| Liste des chapitres : - Chapitre 1 : La scène (ステージ, Sutēji) - Chapitre 2 : La Bataille (戦闘, Sentō)                                           |                  |                |                  |                |
| 4 | 26 décembre 2005 | 978-4091800497 | 10 novembre 2021 | 978-2353481750 |

### Œuvres
Édition japonaise
Orochi
1. 1 2  (ja) « おろち（１） », sur Shōgakukan (consulté le 10 novembre 2021)
2. 1 2  (ja) « おろち（２） », sur Shōgakukan (consulté le 10 novembre 2021)
3. 1 2  (ja) « おろち（３） », sur Shōgakukan (consulté le 10 novembre 2021)
4. 1 2  (ja) « おろち（4） », sur Shōgakukan (consulté le 10 novembre 2021)

Édition française
Orochi
1. 1 2  « Orochi Tome 1 », sur Le Lézard noir (consulté le 10 novembre 2021)
2. 1 2  « Orochi Tome 2 », sur Le Lézard noir (consulté le 10 novembre 2021)
3. 1 2  « Orochi Tome 3 », sur Le Lézard noir (consulté le 10 novembre 2021)
4. 1 2   à paraître sur Le Lézard noir